# Manuel Saturio Valencia
Manuel Saturio Valencia Mena (Quibdó, 24 de diciembre de 1867-Quibdó, 7 de mayo de 1907) fue un intelectual, abogado y dirigente popular colombiano que fue la última persona en ser legalmente ejecutada en Colombia.

## Primeros años
Manuel Saturio nació el 24 de diciembre de 1867, en Quibdó, Chocó. Hijo único de Manuel Saturio Valencia (Padre) y Tránsito Mena; ambos padres realizaban oficios domésticos. Cuando Manuel era niño, cantó en el coro parroquial de la ciudad y aprendió Latín y Francés de unos monjes Capuchinos. Fue un estudiante destacado, tanto que los mismos monjes se encargaron luego de sus estudios superiores, fue así el primer hombre afrocolombiano admitido en la Universidad del Cauca, estudiando Derecho. De regreso a Quibdó, se alineó con el Partido Conservador, un partido minoritario en la región. En 1899, inició la Guerra de los Mil Días. Manuel alcanzó el rango de Capitán en las fuerzas del gobierno (Conservadores). Manuel también fue autodidacta, profesor de música y canto en varias escuelas; fue juez y personero municipal siendo considerado como el primer literato negro de la región. Por la misma opresión racial de la época, sus obras quedaron como inéditas.
Tuvo amores con una joven de raza blanca llamada Deyanira Castro, hija de un importante líder Liberal. La señora salió embarazada. La venganza de la familia ofendida de aquella mujer no tuvo que esperar mucho, en la madrugada del primer día de mayo de 1907, embriagaron con vino, le quitaron sus documentos y algunas de sus prendas, y fueron hasta la Carrera Primera de Quibdó y provocaron un incendio sobre dos viviendas con techos de Paja, y después salieron del lugar. Entre las cenizas fueron recuperados una bola de trapo casi quemada, el cinturón de Manuel Saturio, y unos documentos con su nombre. El Artículo 29 de la Constitución de Colombia de 1886 expresaba explícitamente lo siguiente:

Artículo 29. Sólo impondrá el Legislador la Pena Capital para castigar, en los casos que se definan como más graves, los siguientes delitos, a saber: Traición a la patria en guerra extranjera, parricidio, asesinato, incendio, asalto en cuadrilla de malhechores, piratería y ciertos delitos militares definidos por las leyes del Ejército.

Según la ley de la época, no importaba que, como en este caso, el incendio no alcanzara mayores proporciones.

## Juicio y ejecución
El juicio fue muy breve, transcurriendo apenas seis días entre los hechos y la condena, todo un registro de celeridad en la aplicación de la justicia en Colombia. Lo acusaron de haber incendiado la Calle primera de Quibdó, que representaba los intereses de la sociedad blanca chocoana. Fue condenado a muerte por fusilamiento, hecho que se efectuó el 7 de mayo de 1907.
La importancia de este personaje, radica en el hecho que por ser el último colombiano condenado a la pena de muerte se ha convertido en icono y mártir de la lucha racial en contra de la opresión “blanca” en Colombia.